# De Heining (bedrijventerrein)

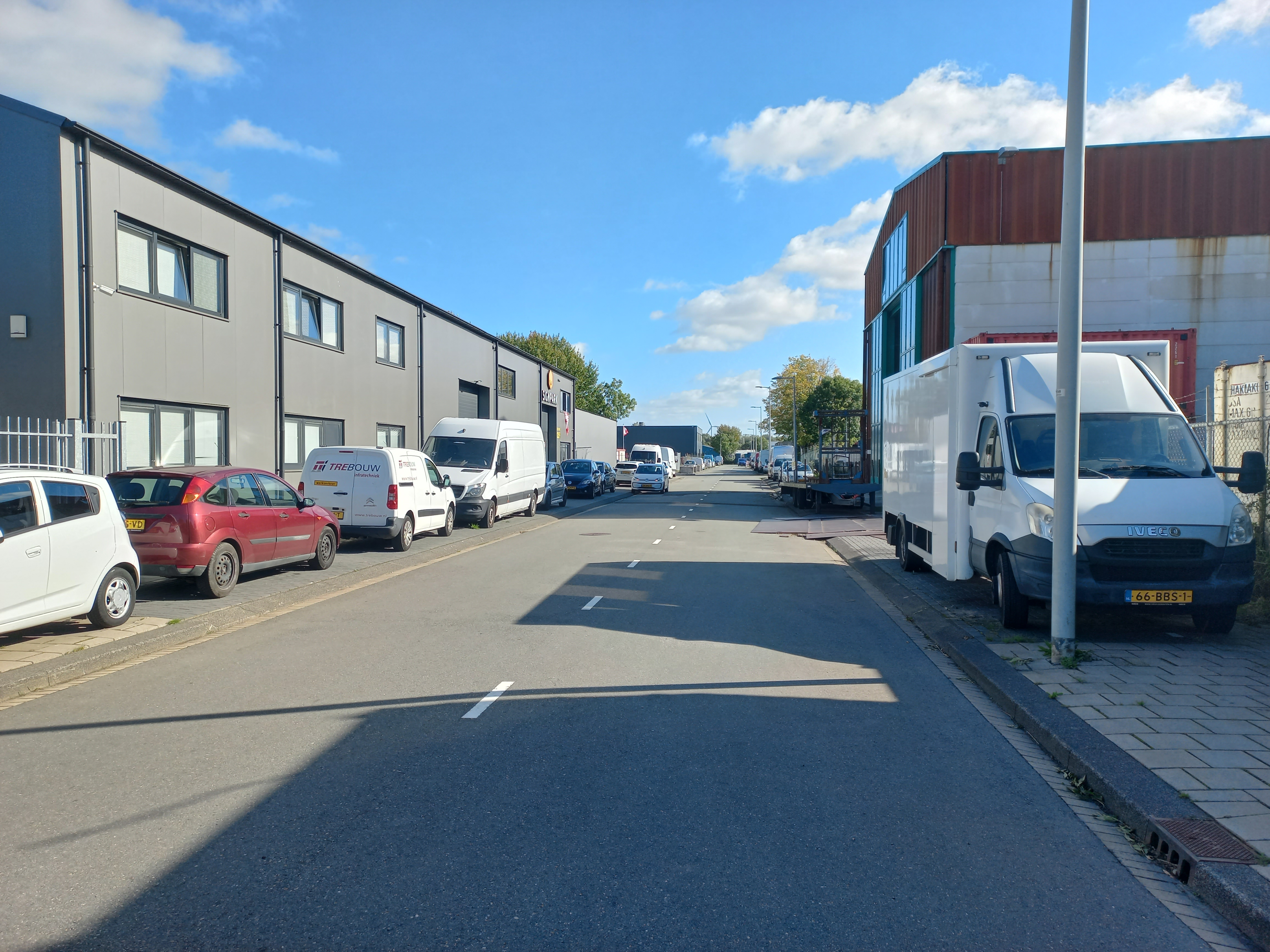
Straat Heining (oktober 2022)

De Heining is een bedrijvengebied in het westen van Amsterdam Westpoort. Het is ook bekend als Sloterdijk IV en ligt ten noordoosten van Halfweg.
Het bedrijventerrein wordt begrensd door het het bedrijventerrein Abberdaan (Sloterdijk III) en de groengebieden Lange Bretten en het Geuzenbos. Ten noorden liggen de Amerikahaven en de Afrikahaven. Aan de westkant grenst het aan het recreatiegebied Spaarnwoude (gemeente Haarlemmermeer).
Sloterdijk IV is het kleinste en groenste gedeelte van Westpoort. De Heining is een van de randgebieden van de stad waar starters en ambachtelijke ondernemers terechtkunnen. Er zijn ook broedplaatsen (atelierruimten). Naast kunstenaars werken er zo'n honderd mensen, vooral in de bouwnijverheid en de garagebranche.
De straat Heining is bij een raadsbesluit van 12 november 1975 vernoemd naar de latere buitendijkse polder Heining, welke polder weer vernoemd was naar het voormalige eiland en schiereiland Buiten Heyningh. De naam Heining verwijst naar weinig hooi opleverende grond.
In 1983 werden Freddy Heineken en zijn chauffeur Ab Doderer in een loods aan de Heining gevangen gehouden. Deze loods werd in juli 2010 gesloopt.